# Liste der Straßennamen von Frankfurt am Main/N

## Na
Nach dem Brand, Höchst
In der Stadt Höchst brannten 1778 25 Häuser und viele Scheunen ab. Eine der Höchster Straßen heißt daher schlicht „Brand“.
Nahestraße, Unterliederbach
Nahe, 116 km langer Nebenfluss des Rheins, entspringt im Saarland, fließt dann bis zum Rhein durch Rheinland-Pfalz. Ist ein anerkanntes Weinbaugebiet.
Nansenring, Sachsenhausen
Fridtjof Nansen (1861–1930), norwegischer Zoologe, Polarforscher, Philanthrop und internationaler Staatsmann. Durchquerte Grönland auf Skiern. Aufgrund seiner Verdienste um die internationale Flüchtlingshilfe erhielt er 1922 den Friedensnobelpreis.
Nassauer Straße, Heddernheim
Nassau, Stadt an der Lahn, im Rhein-Lahn-Kreis/Rheinland-Pfalz. Nach einer anderen Version soll damit das von dort stammende Adelsgeschlecht herausgestellt werden, das in einer der vielen Seitenlinien, nämlich mit Oranien-Nassau, in den Niederlanden das Herrscherhaus stellt.
Nathan-Trier-Straße, Griesheim (1933–1945 Josef-Wolff-Straße)
Laut dem städtischen Zusatzschild zum Straßenschild ist die Straße nach dem Stifter Herz Nathan Trier benannt. Nach anderen Quellen erfolgte die Benennung jedoch nach Joseph Nathan Trier (1800–1872), Bruder des Vorgenannten und Gründer der Griesheimer Wachstuchfabrik, der zusammen mit seiner Frau Clara eine Stiftung zur Ausbildung von Mädchen und Frauen errichtete. Die Wachstuchfabrik entstand 1823 im Osten Griesheim und bestand mehr als 150 Jahre; das Werksgelände wurde 1975 größtenteils an eine Wohnungsbaugesellschaft verkauft.
- Im Nationalsozialismus wurde die Ehrung für den jüdischen Mitbürger Nathan Trier rückgängig gemacht und die Straße nach Josef Wolff, Bürgermeister von Griesheim von 1888 bis 1921, umbenannt.

Nauheimer Straße, Bockenheim
Bad Nauheim, Kurstadt im Wetteraukreis

## Ne
Nebeniusstraße, Riederwald
Karl Friedrich Nebenius (1784–1857), badischer Staatsmann, Autor der badischen Verfassung von 1818, kurzzeitig auch Innenminister des Landes. Nach der badischen Revolution 1848/49 aus dem Staatsdienst entlassen.
Neckarstraße, Bahnhofsviertel
Neckar, 367 km langer schiffbarer Fluss in Baden-Württemberg, der bei Mannheim in den Rhein mündet. An seinen Ufern liegen Städte wie Rottweil, Tübingen, Stuttgart, Heilbronn und Heidelberg. Bis Ende der letzten Eiszeit ging sein Lauf sogar durch das Hessische Ried bis Trebur.
Neebstraße, Bornheim
Heinrich Adam Neeb (1805–1878), Volksschullehrer aus Lich, der sich der Förderung des deutschen Sanges verschrieben hatte und das Große Deutsche Sängerfest von 1838 organisierte. 1853 Gründer des Gesangvereins Germania, 1858 des Neebschen Quartetts.
Nell-Breuning-Straße, Sachsenhausen
Oswald von Nell-Breuning (1890–1991), katholischer Theologe, Jesuit, Nationalökonom und Sozialphilosoph, der als „Nestor der katholischen Soziallehre“ gilt. Er lebte ab 1928 in Frankfurt.
Nelly-Sachs-Platz, Kalbach-Riedberg
Nelly Sachs (1891–1970), eigentlich Leonie Sachs, deutsche Schriftstellerin und Lyrikerin jüdischer Abstammung. 1940 gelang ihr durch die Hilfe der schwedischen Schriftstellerin Selma Lagerlöf die Emigration nach Schweden. 1966 verlieh ihr das Nobelpreiskomitee den Nobelpreis für Literatur „für ihre hervorragenden lyrischen und dramatischen Werke, die das Schicksal Israels mit ergreifender Stärke interpretieren.“
Nesenstraße, Nordend
Wilhelm Nesen (1492–1524), Pädagoge und Humanist aus Nastätten. Erster Leiter der 1520 gegründeten Lateinschule, aus der später das Goethe-Gymnasium und das Lessing-Gymnasium hervorgingen.
Nesselbuschstraße, Heddernheim
Name eines Flurstücks in der ehem. Gemarkung Heddernheim. Bildet die östliche Begrenzungsmauer der römischen Munizipalstadt Nida nach.
Neue Gasse, Altstadt
Westliche Parallelstraße der Kruggasse, lief von der Schnurgasse (Berliner Straße) zum Hühnermarkt.
Neue Kräme, Altstadt
Die vom Römerberg nach Norden führende Gasse wurde ab dem 16. Jahrhundert eine ausgesprochen beliebte Händlerstraße mit Verkaufsläden und erhielt den Namen Unter den neuen Krämen.
Neue Mainzer Straße, Innenstadt
Die Neue Mainzer Straße entstand 1810 nach dem Abriss der ehemaligen Frankfurter Stadtmauer. Sie erhielt ihren Namen nach dem Mainzer Bollwerk, einer starken Bastion zur Verteidigung des Mainufers. Heute gilt sie wegen ihrer engen Straßenschluchten als Bankenklamm.
Neuenhainer Straße, Gallus
Neuenhain, seit 1977 Stadtteil von Bad Soden am Taunus im Main-Taunus-Kreis
Neue Rothofstraße, Innenstadt
nach dem früheren Rothen Hof, einem Gutshof mit Landhaus und großem Viehbestand.
Neue Schlesingergasse, Innenstadt
1845 so benannt nach dem ehemaligen Schlesinger Hof.
Neuer Börneplatz, Innenstadt
Ab Anfang der 1990er Jahre geschaffen, benannt nach Ludwig Börne. Der Platz ist Bestandteil der 1996 eröffneten Gedenkstätte Neuer Börneplatz. Er schließt direkt an den westlich gelegenen historischen Börneplatz an, auf dem heute ein städtisches Verwaltungsgebäude steht, in dessen nördlichem Teil das Museum Judengasse untergebracht ist. Anders als die Adresse Börneplatz steht der Neue Börneplatz nicht im offiziellen Straßenverzeichnis der Stadt Frankfurt.
Neuer Wall, Sachsenhausen
Dieses Gässchen in Alt-Sachsenhausen lag an der Sachsenhäuser Stadtmauer, nahe dem Affentor.
Neuhaußstraße, Nordend
Die Patrizierfamilie Neuhauß war durch internationalen Großhandel reich geworden. Jacob Neuhauß stiftete 1366 die Allerheiligenkapelle. 1666 ist die Familie ausgestorben.
Neuhofstraße, Nordend
nach dem dort ehemals gelegenen Neuhof.
Neumannstraße, Eschersheim
die Baufirma Gebr. Neumann erbaute ab 1888 mehrere Straßen in diesem Villenviertel, den Eschersheimer Wasserturm und eine Schule am Weißen Stein.
Neunkircher Weg, Schwanheim
Neunkirchen (Saar), Kreisstadt im Saarland.

## Ni
Nibelungenallee und -platz, Nordend
Dieser stark befahrene Teil des Alleenrings ehrt die in Liedern und Sagen verewigten germanischen Helden des 5. Jahrhunderts, also Siegfried, Kriemhilde, Gunther, Gernot, Giselher und Hagen von Tronje.
Nidacorso und Nidaforum, Heddernheim
Nach der römischen Vorläuferstadt Nida benannt, die auf dem Gelände des heutigen Heddernheim stand und als Garnisonstadt eine bedeutende Rolle spielte, ehe die Germanen den Limes überwanden und die Römer zum Rückzug aus dem Gebiet zwangen, das sie mehr als drei Jahrhunderte innehatten.
Niddagaustraße, Rödelheim, früher Gartenstraße
Unter Kaiser Karl dem Großen wurde das Frankenreich in Gaue aufgeteilt, die meist nach Flüssen benannt wurden. Der Niddagau umfasste das Gebiet südlich des Taunus bis zum Main, mit Rödelheim als Hauptort.
Nidderauer Straße, Bergen-Enkheim
Nidderau, erst 1970 entstandene Stadt im Main-Kinzig-Kreis, die aus der Fusion von Windecken und Heldenbergen hervorgegangen ist.
Niedergasse, Seckbach
Die Gasse verläuft auf der Trasse einer gepflasterten römischen Straße von der Mainkur über den Auerweg am Huthpark, den Marbachweg und die Hügelstraße letztlich über die Elisabethenstraße auf Mainz zu.
Niedernhauser Straße, Gallus
Niedernhausen, Gemeinde im Rheingau-Taunus-Kreis
Niederschelder Weg, Heddernheim
Niederschelden, seit 1974 Stadtteil von Siegen in Nordrhein-Westfalen, direkt an der Grenze zu Rheinland-Pfalz.
Niersteiner Straße, Sachsenhausen
Nierstein, Gemeinde im Landkreis Mainz-Bingen/Rheinhessen, bekannt durch seinen Weinanbau.
Nikolaus-Brum-Straße, Sossenheim
Nikolaus Brum (1867–1940), von 1903 bis zur Eingemeindung nach Frankfurt 1928 letzter Bürgermeister von Sossenheim. Machte sich stark für mustergültige Obstplantagen im Sossenheimer Unterfeld.
Nikolausstraße, Sossenheim
nach dem Kirchenpatron der dortigen Gemeinde, dem Hl. Nikolaus.
Nina-Rubinstein-Weg, Westend-Nord
Nina Rubinstein (1908–1996), Soziologin, Dolmetscherin und Fotografin. Geboren in Berlin als Kind lettischer Juden. 1933 als Doktorandin zur Flucht nach Paris gezwungen, später weiter nach New York, kehrte sie 1989 nach Frankfurt zurück, wo sie für ihre Dissertation von 1933 „Die Französische Emigration nach 1789“ mit 56 Jahren Verspätung den Doktor-Titel erhielt.
Nistergasse, Heddernheim
Die Nister, zur Unterscheidung auch Große Nister genannt, ist ein linker Nebenfluss der Sieg, der komplett in Rheinland-Pfalz verläuft.

## No
Nobelring, Sachsenhausen
Alfred Bernhard Nobel (1833–1896), schwedischer Chemiker und Erfinder. Bis zu seinem Tod erhielt er insgesamt 355 Patente zugesprochen. Das brisanteste war wohl die Erfindung des Dynamits, mit dem er ein großes Vermögen verdiente. Ehe- und kinderlos geblieben, verfügte er die Stiftung der jährlich zu vergebenden Nobelpreise für herausragende Leistungen in Wissenschaft, Literatur und Friedensbemühungen.
Nonnenpfad, Oberrad
In Oberrad bestand bis zur Reformation eine Klause, sprich eine Einsiedelei für alte, alleinstehende Frauen. Alljährlich fand eine Prozession zu dieser Klause statt, um in der dortigen Kapelle um Schutz vor Seuchen zu bitten.
Nordheimstraße, Sachsenhausen
Friedrich August von Nordheim (1813–1884), seit 1844 in Frankfurt lebender Künstler und Graveur. Schuf u. a. die Vorlage für die Prägung des letzten Frankfurter Talers, den die Freie Reichsstadt, die ja das Münzregal hatte, 1857 noch in Umlauf brachte.
Nördlinger Weg, Zeilsheim
Nördlingen, Große Kreisstadt und alte Freie Reichsstadt im Landkreis Donau-Ries. In der Schlacht bei Nördlingen 1634 wurden die schwedisch-protestantischen Kräfte erstmals entscheidend von den katholischen kaiserlich-habsburgischen Truppen geschlagen.
Norbert-Wollheim-Platz, Westend
Bis 4. Februar 2015 Grüneburgplatz. Norbert Wollheim ist ein Opfer der NS-Tyrannei.

## Nu
Nürburgstraße, Schwanheim
Die Nürburg ist eine Burgruine in der Eifel nahe dem Ort Nürburg südlich von Adenau im Landkreis Ahrweiler/Rheinland-Pfalz. Autosport-Freunden bekannt durch den nahe gelegenen Nürburgring.
Nürnberger Hof, Altstadt
Der Nürnberger Hof, erbaut 1410 von Stadt- und Dombaumeister Madern Gerthener, war Messequartier und Handelshof der Nürnberger Kaufleute. Die Handelsvertretung der Nürnberger war die größte ihrer Art in Frankfurt (siehe Artikel).
Nußgartenstraße, Seckbach
Etwa 150 Meter nördlich der Einmündung des Kreuzweges in die Nußgartenstraße befand sich früher ein bis in 17 Meter Tiefe reichendes Braunkohle-Bergwerk der Taunus-Gewerkschaft, wie eine Karte von 1926 ausweist. Die heute nicht mehr exakt zu bestimmende Schachtmündung lag auf 150 Metern über NN.